# فهرست پربازدیدترین موزه‌ها

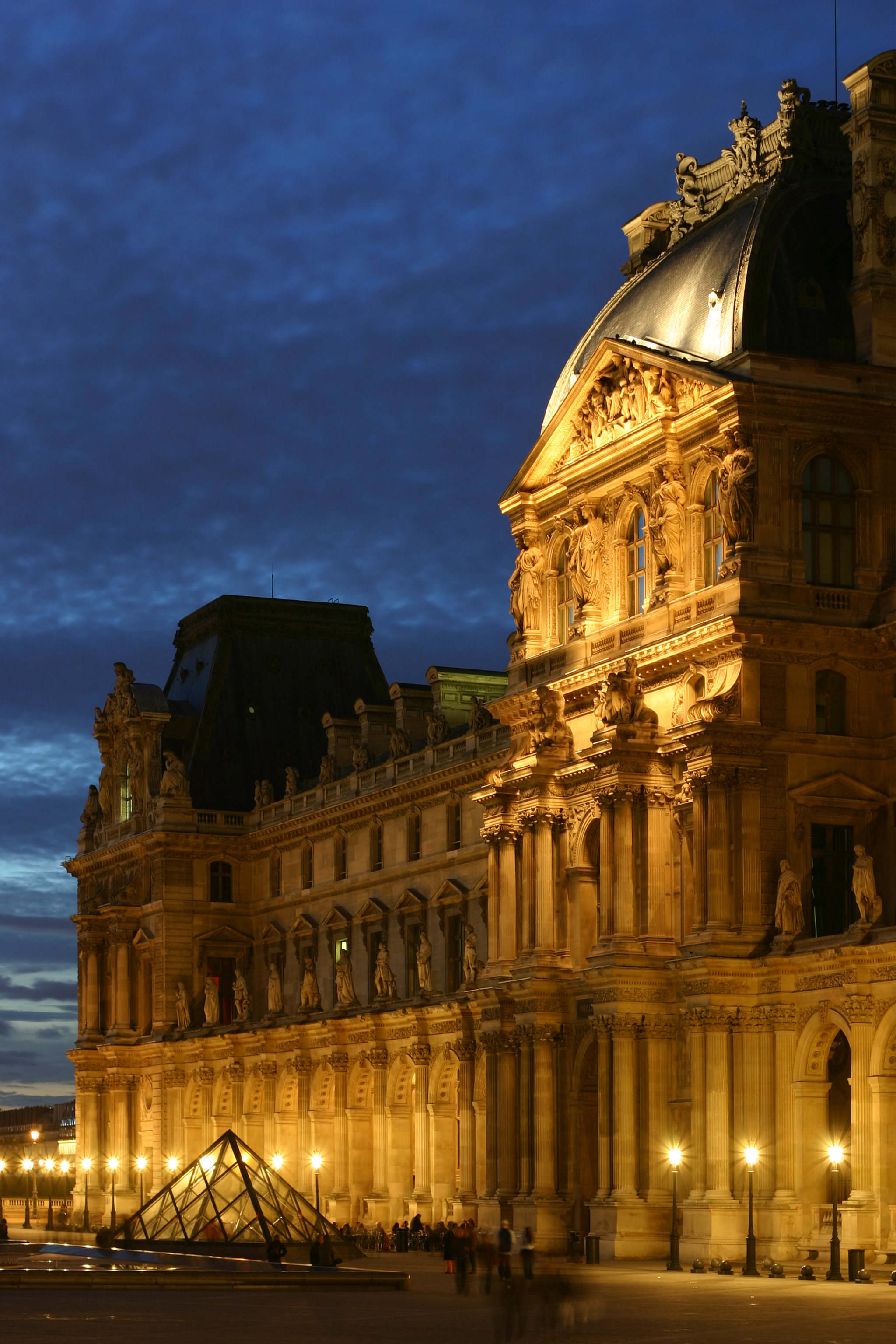
میدان لوور

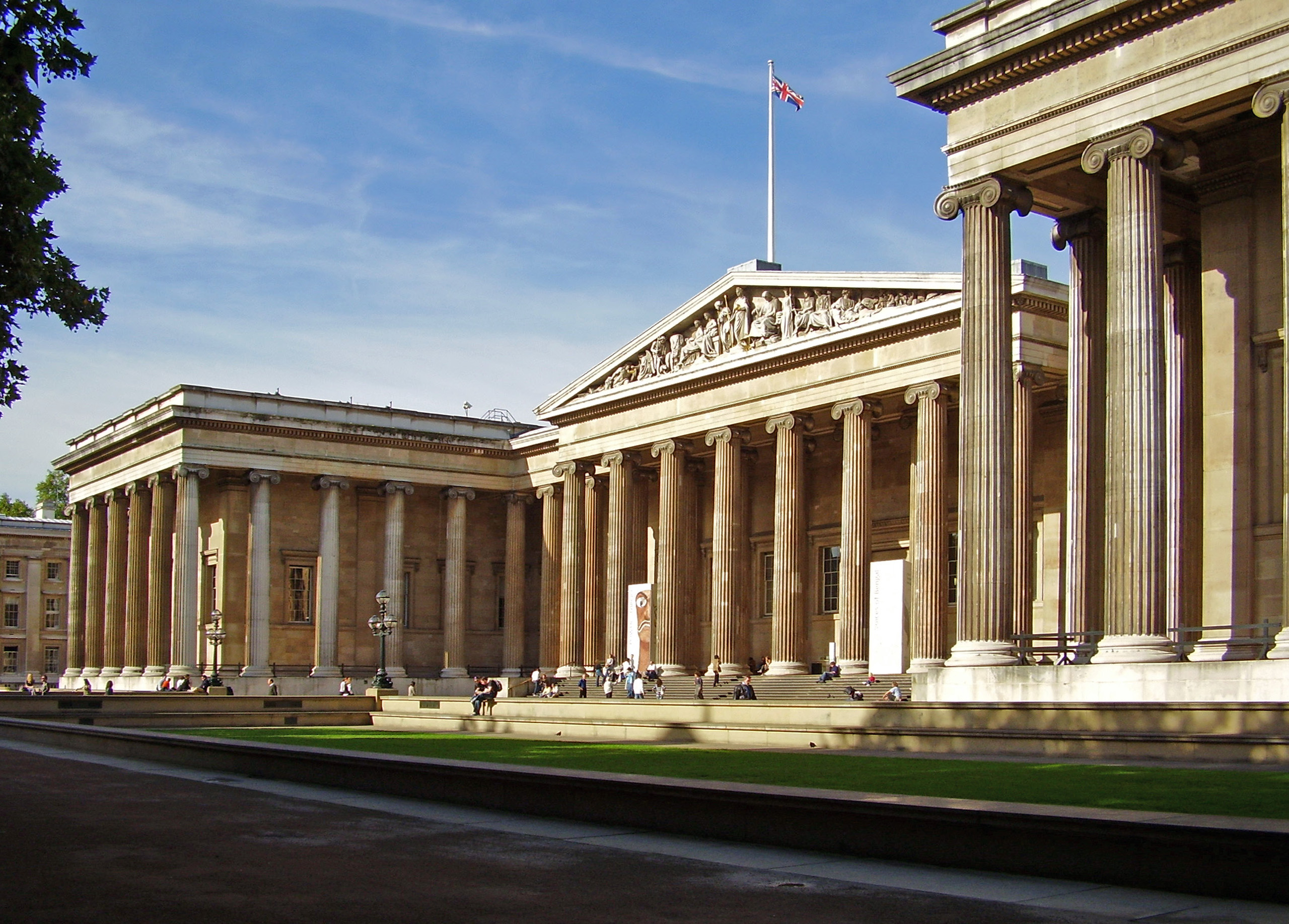
موزه بریتانیا

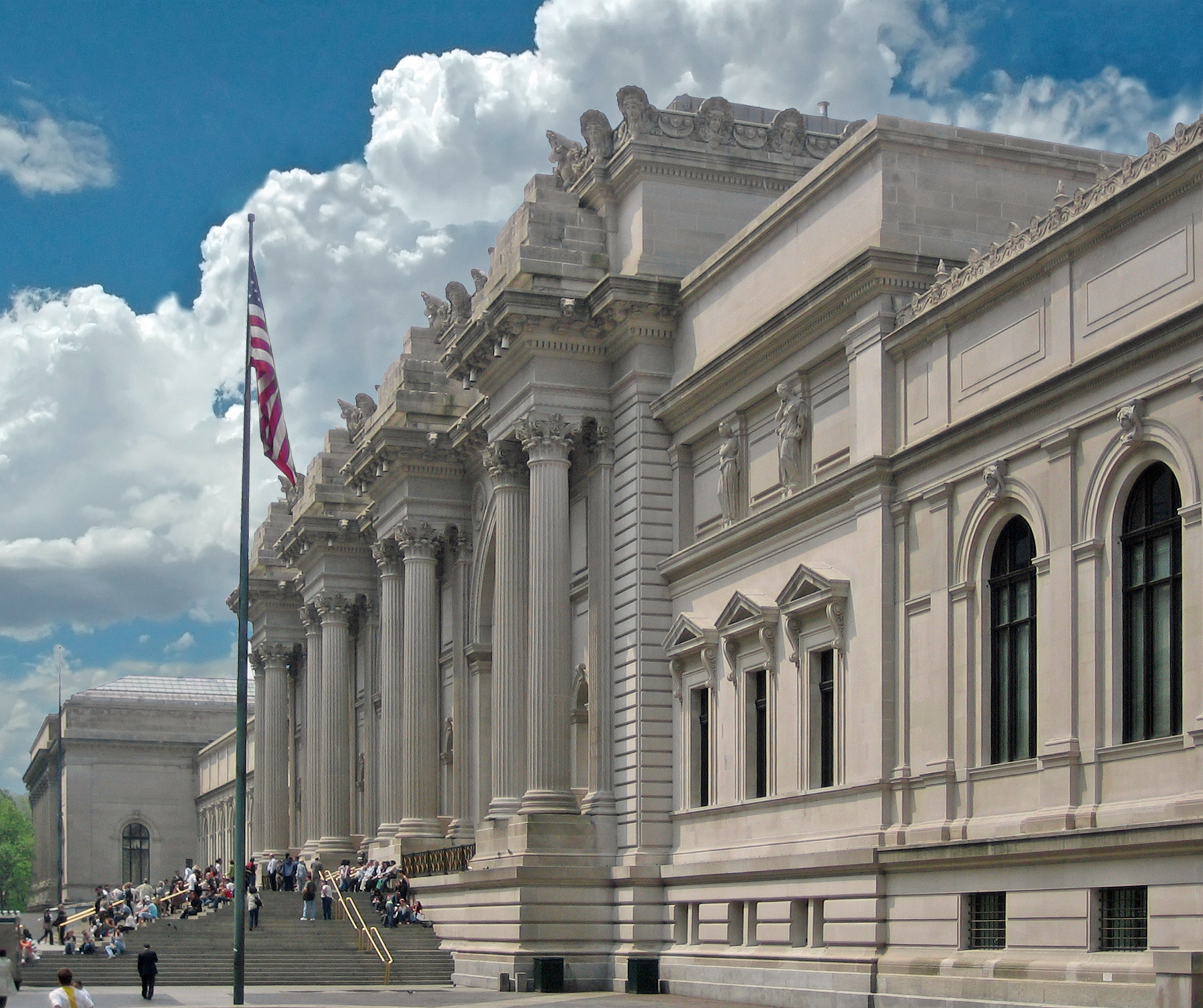
موزه متروپولیتن

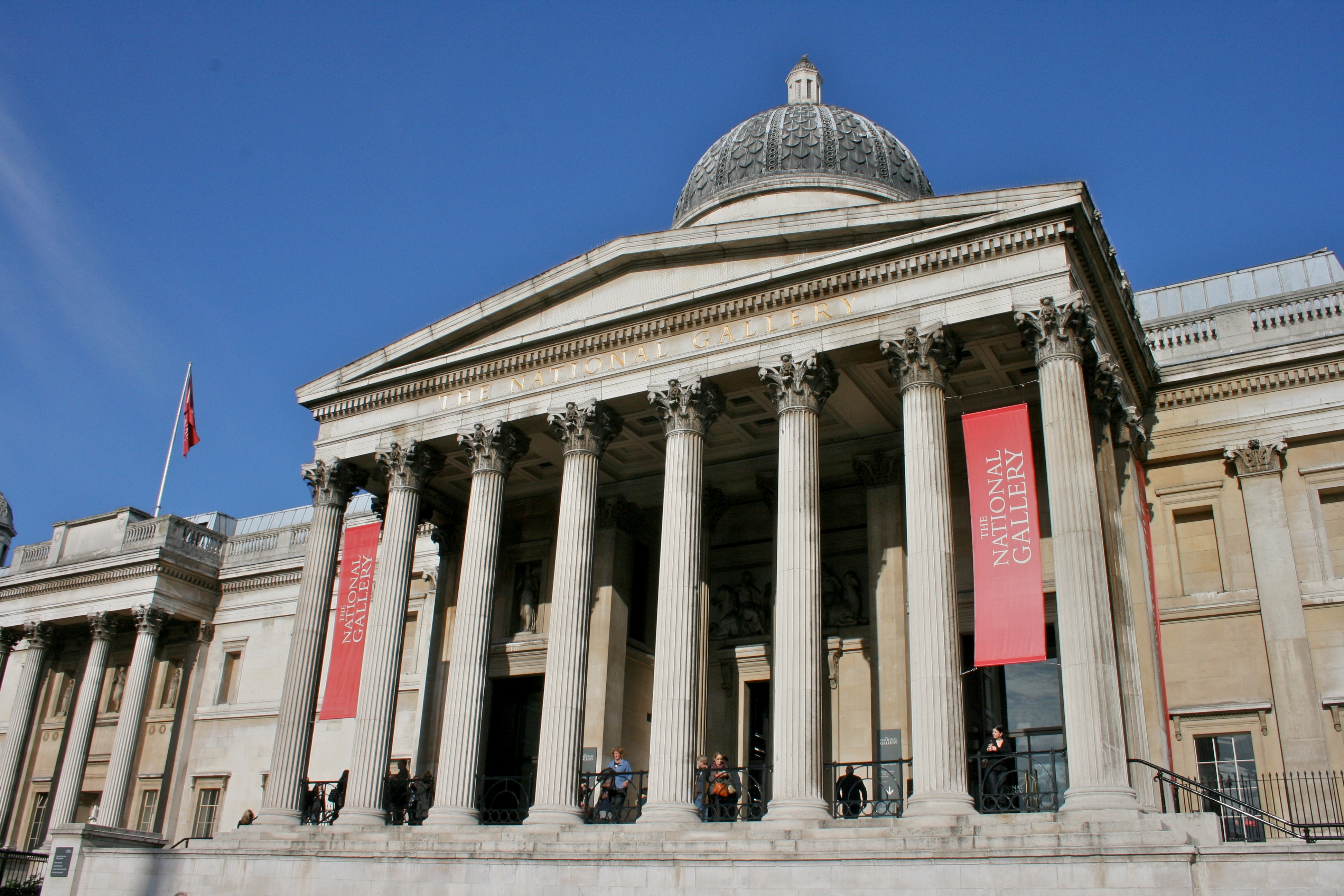
موزه ملی لندن

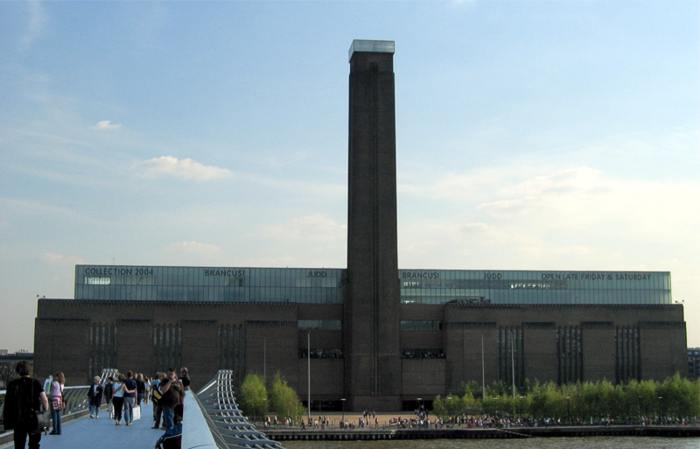
موزه تیت لندن

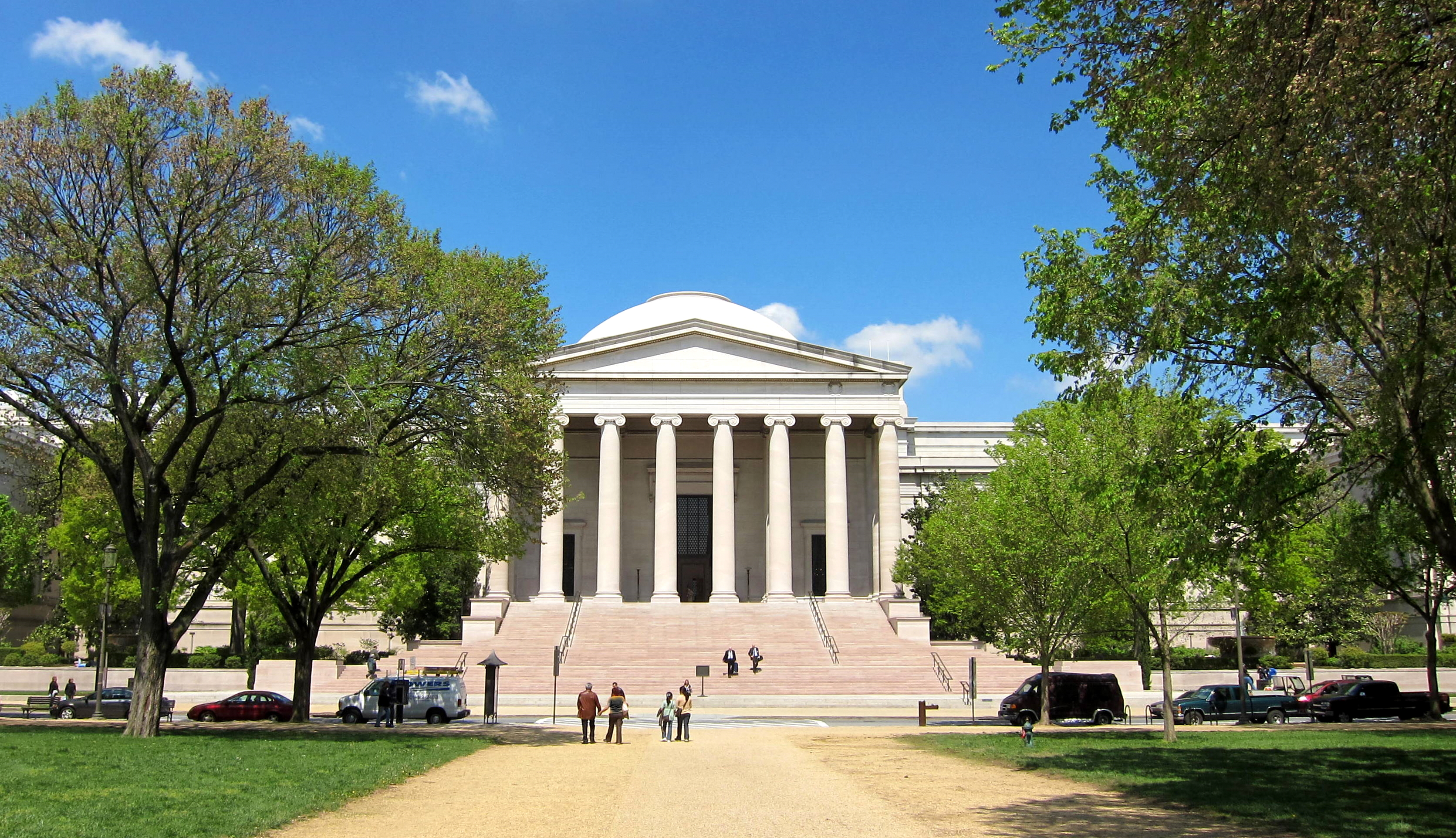
موزه ملی واشینگتن

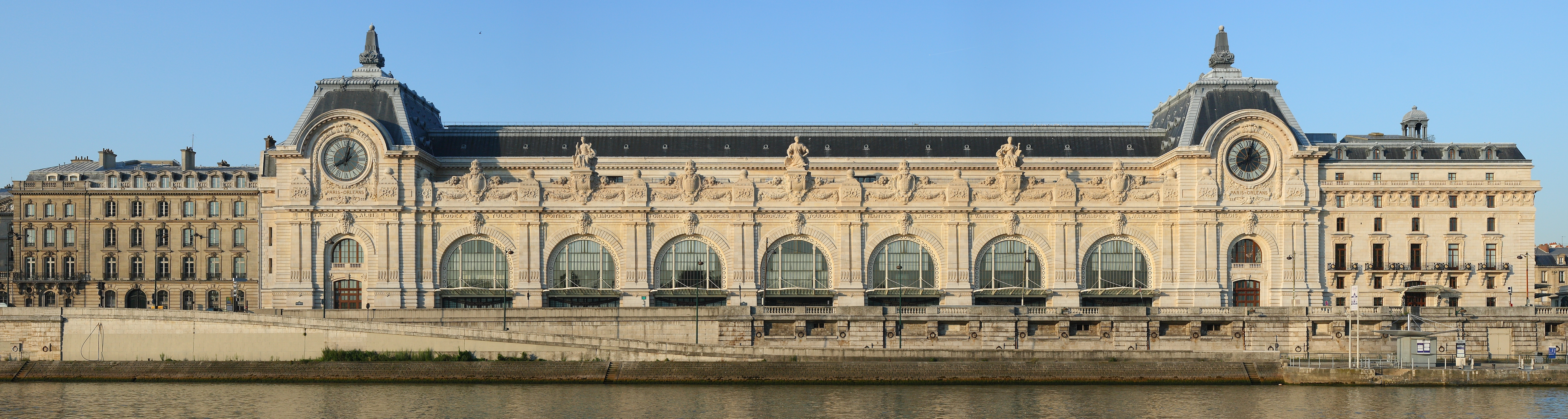
موزه اورسی، پاریس، فرانسه

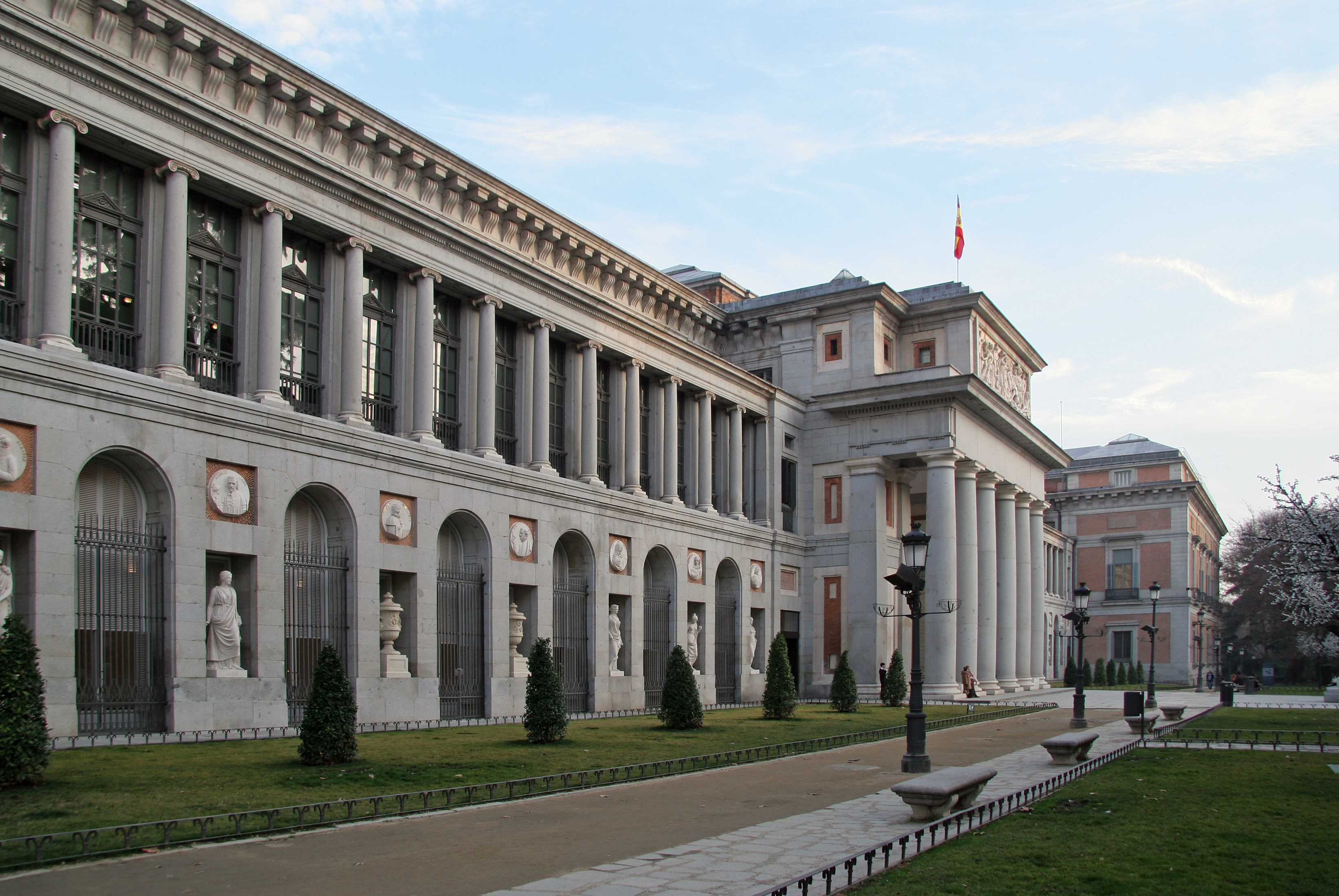
موزه دل پرادو، مادرید

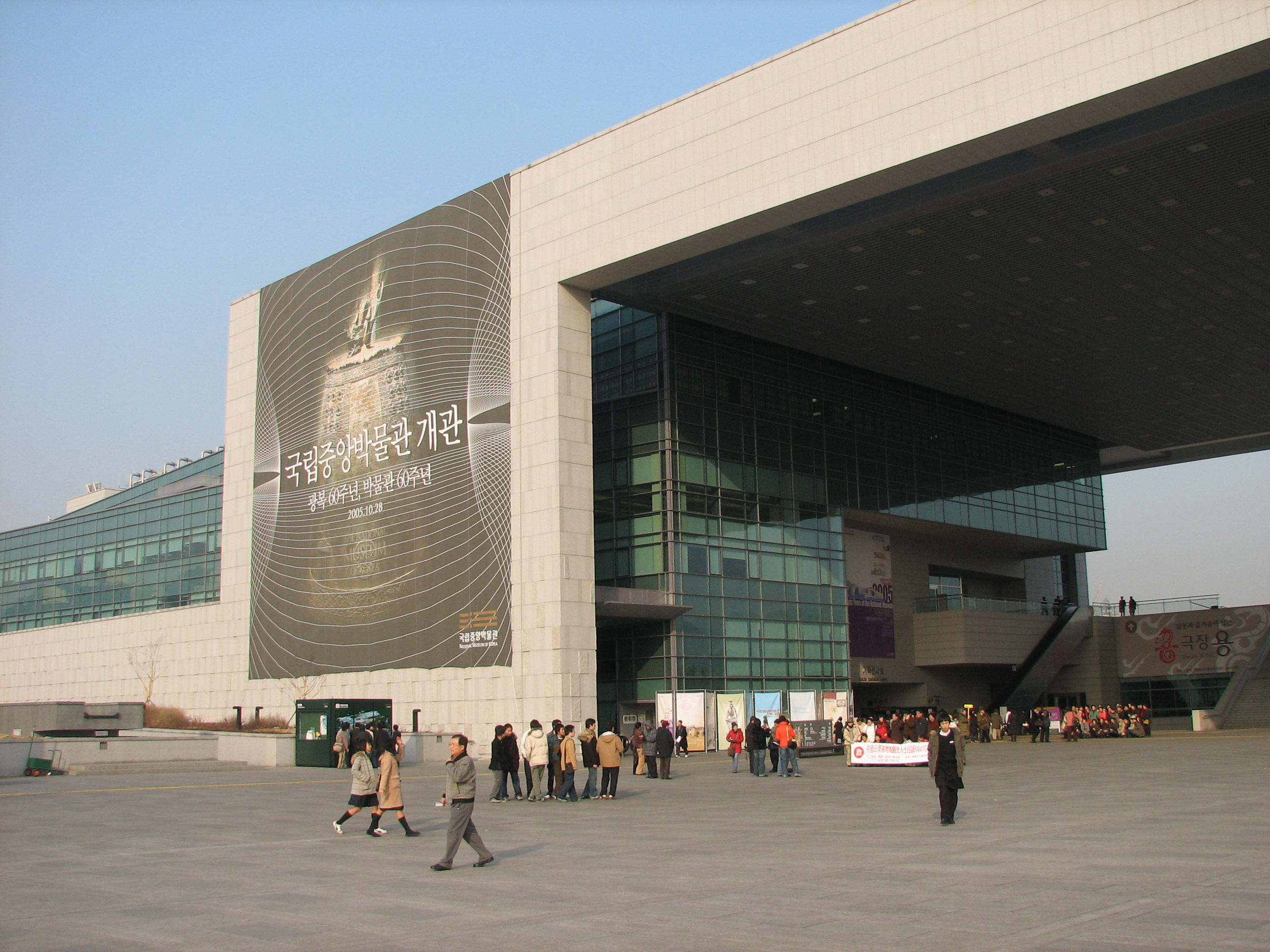
موزه ملی کره

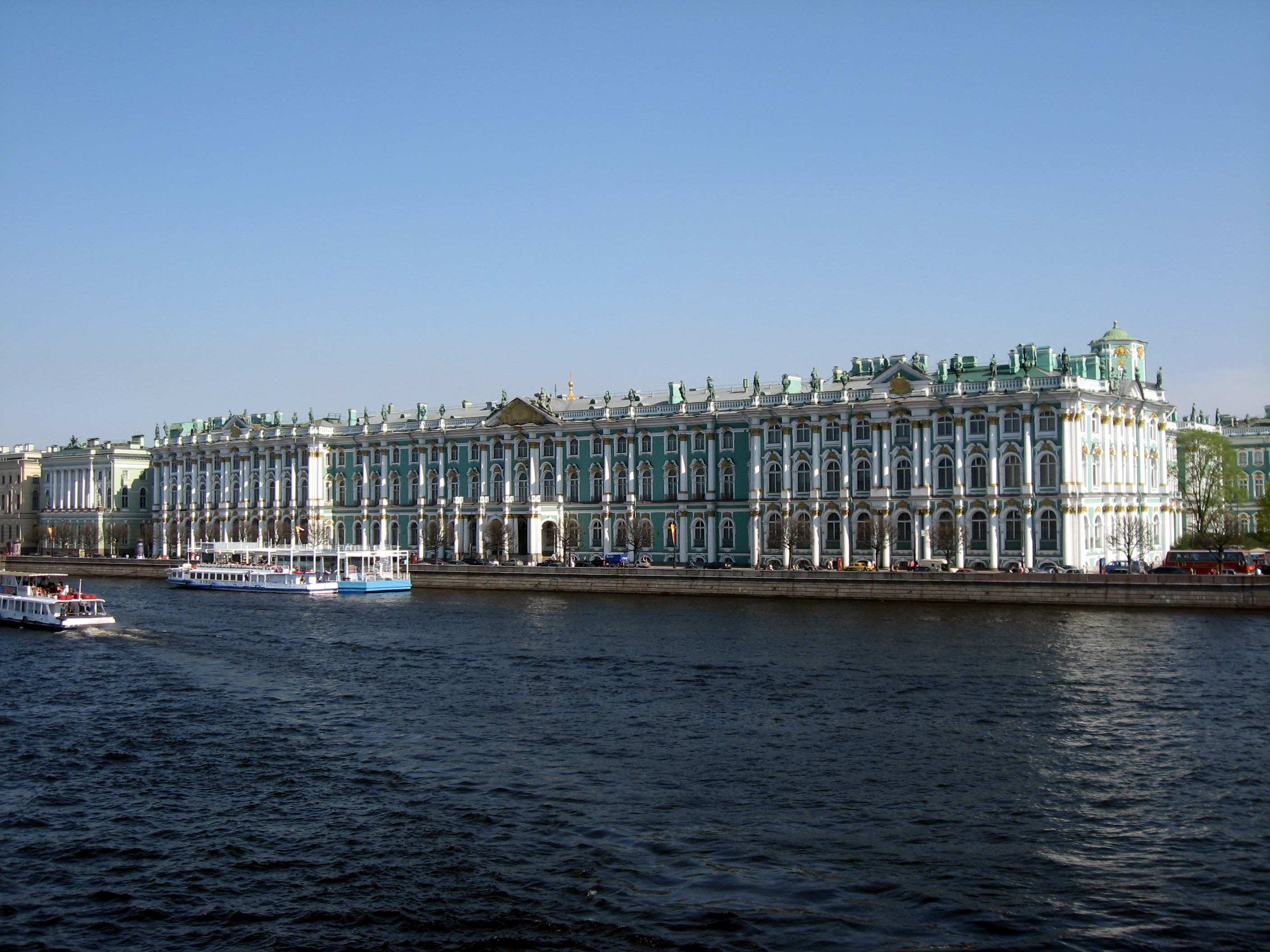
موزه ارمیتاژ، سن پیتززببورگ

پربازدیدترین موزه‌های دنیا به شرح زیر هستند:

## فهرست
| موزه‌های هنر | موزه‌های هنر                                         | موزه‌های هنر         | موزه‌های هنر          | موزه‌های هنر |
| رتبه        | نام                                                 | شهر                 | تعداد بازدید سالیانه | سال گزارش   |
| ----------- | --------------------------------------------------- | ------------------- | -------------------- | ----------- |
| ۱           | موزه لوور                                           | پاریس               | ۱۰٬۲۰۰٬۰۰۰           | ۲۰۱۸        |
| ۲           | موزه ملی چین                                        | پکن                 | ۸٬۶۱۰٬۰۹۲            | ۲۰۱۸        |
| ۳           | موزه متروپولیتن نیویورک                             | نیویورک             | ۶٬۹۵۳٬۹۲۷            | ۲۰۱۸        |
| ۴           | موزه‌های واتیکان                                     | واتیکان             | ۶٬۷۵۶٬۱۸۶            | ۲۰۱۸        |
| ۵           | تیت مدرن                                            | لندن                | ۵٬۸۶۸٬۵۶۲            | ۲۰۱۸        |
| ۶           | موزه بریتانیا                                       | لندن                | ۵٬۸۲۰٬۰۰۰            | ۲۰۱۸        |
| ۷           | نگارخانه ملی لندن                                   | لندن                | ۵٬۷۳۵٬۸۳۱            | ۲۰۱۸        |
| ۸           | نگارخانه ملی هنر (آمریکا)                           | واشینگتن، دی.سی.    | ۴٬۴۰۴٬۲۱۲            | ۲۰۱۸        |
| ۹           | موزه ارمیتاژ                                        | سن پترزبورگ         | ۴٬۲۲۰٬۰۰۰            | ۲۰۱۸        |
| ۱۰          | موزه ویکتوریا و آلبرت                               | لندن                | ۳٬۹۶۷٬۵۶۶            | ۲۰۱۸        |
| ۱۱          | موزه ملی مرکز هنر رینا سوفیا                        | مادرید              | ۳٬۸۹۸٬۳۰۹            | ۲۰۱۸        |
| ۱۲          | کاخ‌موزه ملی                                         | تایپه               | ۳٬۸۶۰٬۶۴۴            | ۲۰۱۸        |
| ۱۳          | موزه دل پرادو                                       | مادرید              | ۳٬۶۷۲٬۸۵۳            | ۲۰۱۸        |
| ۱۴          | موزه ملی هنر مدرن (مرکز ملی هنر و فرهنگ ژرژ پمپیدو) | پاریس               | ۳٬۵۵۱٬۵۴۴            | ۲۰۱۸        |
| ۱۵          | موزه ملی کره                                        | سئول                | ۳٬۳۰۴٬۴۵۳            | ۲۰۱۸        |
| ۱۶          | موزه اورسی                                          | پاریس               | ۳٬۲۸۶٬۲۲۴            | ۲۰۱۸        |
| ۱۷          | خانه سامرست                                         | لندن                | ۳٬۱۴۳٬۶۲۶            | ۲۰۱۸        |
| ۱۸          | Moscow Kremlin Museums                              | مسکو                | ۲٬۸۶۷٬۲۹۵            | ۲۰۱۸        |
| ۱۹          | Tokyo Metropolitan Art Museum                       | توکیو               | ۲٬۷۸۷٬۷۷۰            | ۲۰۱۸        |
| ۲۰          | موزه هنر مدرن                                       | نیویورک             | ۲٬۷۷۴٬۱۰۳            | ۲۰۱۸        |
| ۲۱          | مرکز ملی هنر توکیو                                  | توکیو               | ۲٬۷۱۷٬۵۶۵            | ۲۰۱۸        |
| ۲۲          | نگارخانه ملی ویکتوریا                               | ملبورن              | ۲٬۵۶۵٬۴۷۴            | ۲۰۱۸        |
| ۲۳          | موزه ملی توکیو                                      | توکیو               | ۲٬۴۳۱۰۷۳,            | ۲۰۱۸        |
| ۲۴          | Smithsonian American Art Museum                     | واشینگتن، دی.سی.    | ۲٬۳۰۴٬۴۰۴            | ۲۰۱۸        |
| ۲۴          | نگارخانه ملی پرتره                                  | واشینگتن، دی.سی.    | ۲٬۳۰۴٬۴۰۴            | ۲۰۱۸        |
| ۲۶          | موزه ملی آمستردام                                   | آمستردام            | ۲٬۳۰۰٬۰۰۰            | ۲۰۱۸        |
| ۲۷          | اوفیتزی                                             | فلورانس             | ۲٬۲۳۰٬۹۱۴            | ۲۰۱۸        |
| ۲۸          | موزه ملی اسکاتلند                                   | ادینبرا             | ۲٬۲۲۷٬۷۷۳            | ۲۰۱۸        |
| ۲۹          | موزه ون گوگ                                         | آمستردام            | ۲٬۱۹۰٬۰۰۰            | ۲۰۱۸        |
| ۳۰          | نگارخانه ترتیاکوف                                   | مسکو                | ۲٬۱۴۸٬۵۳۸            | ۲۰۱۸        |
| ۳۱          | موزه شانگهای                                        | شانگهای             | ۲٬۱۱۱٬۷۳۰            | ۲۰۱۸        |
| ۳۲          | موزه ملی فولکلور کره                                | سئول                | ۱٬۸۱۳٬۶۲۶            | ۲۰۱۸        |
| ۳۳          | National Museum of Singapore                        | سنگاپور             | ۱٬۸۰۳٬۳۴۰            | ۲۰۱۸        |
| ۳۳          | National Gallery Singapore                          | سنگاپور             | ۱٬۸۰۳٬۳۴۰            | ۲۰۱۸        |
| ۳۵          | موزه آکروپولیس                                      | آتن                 | ۱٬۷۷۴٬۳۰۴            | ۲۰۱۸        |
| ۳۶          | نگارخانه ملی اسکاتلند                               | ادینبرا             | ۱٬۷۳۹٬۱۲۸            | ۲۰۱۸        |
| ۳۷          | گالری آکادمی فلورانس                                | فلورانس             | ۱٬۷۱۹٬۶۴۵            | ۲۰۱۸        |
| ۳۸          | مؤسسه هنر شیکاگو                                    | شیکاگو              | ۱٬۶۲۱٬۸۶۱            | ۲۰۱۸        |
| ۳۹          | آکادمی سلطنتی هنر                                   | لندن                | ۱٬۵۹۴٬۱۴۰            | ۲۰۱۸        |
| ۴۰          | گالری ملی پرتره (لندن)                              | لندن                | ۱٬۵۸۶٬۴۵۱            | ۲۰۱۸        |
| ۴۱          | نگارخانه کاخ بلودر                                  | وین                 | ۱٬۵۱۰٬۴۶۸            | ۲۰۱۸        |
| ۴۲          | مرکز گتی [iii]                                      | لس آنجلس، کالیفرنیا | ۱٬۵۰۹٬۱۹۶            | ۲۰۱۸        |
| ۴۳          | Queensland Gallery of Modern Art                    | بریزبن              | ۱٬۴۶۳٬۴۴۸            | ۲۰۱۸        |
| ۴۴          | Australian Centre for the Moving Image              | ملبورن              | ۱٬۴۱۲٬۶۳۰            | ۲۰۱۸        |
| ۴۵          | مرکز فرهنگی بانکو دو برزیل                          | ریو دو ژانیرو       | ۱٬۳۸۸٬۶۶۴            | ۲۰۱۸        |
| ۴۶          | موزه سلطنتی انتاریو                                 | تورنتو              | ۱٬۳۸۱٬۷۱۲            | ۲۰۱۸        |
| ۴۷          | موزه ملی هنر غرب                                    | توکیو               | ۱٬۴۳۶٬۹۴۱            | ۲۰۱۸        |
| ۴۸          | موزه تمدن‌های اروپایی و مدیترانه(MUCEM)              | مارسی               | ۱٬۳۳۵٬۰۰۰            | ۲۰۱۸        |
| ۴۹          | نگارخانه نیو ساوت ولز                               | سیدنی               | ۱٬۳۰۳٬۷۸۹            | ۲۰۱۸        |
| ۵۰          | موزه پوشکین                                         | مسکو                | ۱٬۳۰۱٬۸۳۲            | ۲۰۱۸        |
| ۵۱          | تیت بریتانیا                                        | لندن                | ۱٬۲۷۲٬۵۲۳            | ۲۰۱۸        |
| ۵۲          | موزه گوگنهایم بیلبائو                               | بیلبائو             | ۱٬۲۶۵٬۷۵۶            | ۲۰۱۸        |
| ۵۳          | Musée du quai Branly                                | پاریس               | ۱٬۲۶۱٬۸۱۷            | ۲۰۱۸        |
| ۵۴          | موزه هنرهای زیبا (بوستون)                           | بوستون              | ۱٬۲۴۹٬۰۸۰            | ۲۰۱۸        |
| ۵۵          | Petit Palais                                        | پاریس               | ۱٬۲۰۳٬۸۱۰            | ۲۰۱۸        |
| ۵۶          | گالری ساعتچی                                        | لندن                | ۱٬۲۰۰٬۰۰۰            | ۲۰۱۸        |
| ۵۷          | موزه ملی هنرهای مدرن و معاصر سئول                   | سئول                | ۱٬۱۸۵٬۱۶۸            | ۲۰۱۸        |
| ۵۸          | موزه ملی کراکف                                      | کراکوف              | ۱٬۱۴۷٬۱۴۰            | ۲۰۱۸        |
| ۵۹          | مرکز فرهنگی بانکو دو برزیل                          | برازیلیا            | ۱٬۱۴۶٬۹۹۵            | ۲۰۱۸        |
| ۶۰          | Louis Vuitton Foundation                            | پاریس               | ۱٬۱۴۲٬۷۳۱            | ۲۰۱۸        |
| ۶۱          | موزه میراث هنگ کنگ                                  | هنگ کنگ             | ۱٬۱۴۲٬۲۳۵            | ۲۰۱۸        |
| ۶۲          | National Museum of Modern Art                       | ژاپن                | ۱٬۱۲۹٬۲۷۰            | ۲۰۱۸        |
| ۶۳          | موزه هنرهای زیبا (هیوستون)                          | هیوستون             | ۱٬۱۱۷٬۲۶۹            | ۲۰۱۸        |
| ۶۴          | قصر بزرگ                                            | پاریس               | ۱٬۱۰۶٬۸۶۸            | ۲۰۱۸        |
| ۶۵          | Dalí Theatre and Museum                             | فیگرس               | ۱٬۱۰۵٬۱۶۹            | ۲۰۱۸        |
| ۶۶          | موزه ملی سرخ‌پوستان ایالات متحده آمریکا              | واشینگتن، دی.سی.    | ۱٬۱۰۴٬۷۵۱            | ۲۰۱۸        |
| ۶۷          | موزه ملی گیونگجو                                    | گیونگجو             | ۱٬۱۰۲٬۸۳۷            | ۲۰۱۸        |
| ۶۸          | موزه هنر شهرستان لس‌آنجلس                            | لس آنجلس، کالیفرنیا | ۱٬۰۹۶٬۷۴۱            | ۲۰۱۸        |
| ۶۹          | Museum of Contemporary Art Australia                | سیدنی               | ۱٫۰۸۹٬۵۵۱            | ۲۰۱۸        |
| ۷۰          | موزه و نگارخانه کلوینگروو                           | گلاسگو              | ۱٬۰۵۴٬۵۶۲            | ۲۰۱۸        |
| ۷۱          | موزه گوگنهایم نیویورک                               | نیویورک             | ۱٬۰۳۱٬۰۸۵            | ۲۰۱۸        |
| ۷۲          | موزه هنر تل‌آویو                                     | تل‌آویو              | ۱٫۱۰۸٬۳۲۳            | ۲۰۱۸        |
| ۷۳          | موزه هنرهای معاصر سان فرانسیسکو                     | سان فرانسیسکو       | ۱٬۰۱۴٬۰۰۰            | ۲۰۱۸        |
| ۷۴          | موزه ویتنی هنر آمریکایی                             | نیویورک             | ۱٬۰۰۶٬۹۱۸            | ۲۰۱۸        |
| ۷۵          | آلبرتینا                                            | وین                 | ۱٬۰۰۴٬۸۰۰            | ۲۰۱۸        |
| ۷۶          | Musée de l'Orangerie                                | پاریس               | ۱٬۰۰۴٬۲۸۷            | ۲۰۱۸        |
| ۷۶          | موزه هنرهای زیبای مونترال                           | مونترآل             | ۱٬۰۰۴٬۲۸۷            | ۲۰۱۸        |
| ۷۸          | لوور ابوظبی                                         | ابوظبی              | ۱٬۰۰۰٬۷۰۰            | ۲۰۱۸        |
| ۷۹          | National Art Museum of China                        | پکن                 | ۱٬۰۰۰٬۰۰۰            | ۲۰۱۸        |